# Paleocosta
Paleocosta is een geslacht van uitgestorven kreeftachtigen uit de klasse van de Ostracoda (mosselkreeftjes).

## Soorten
- Paleocosta aquitanica Ducasse & Mondain-monval, 1984 †
- Paleocosta humboldti (Bassiouni, 1969) Benson, 1977 †
- Paleocosta mokattamensis (Bassiouni, 1969) Benson, 1977 †
- Paleocosta ocellata Ciampo, 1981 †
- Paleocosta rectangularis Carbonnel & Oyede, 1991 †
- Paleocosta tessalaensis Damotte, 1986 †